# Campeonato Africano de Atletismo de 2008
A 16ª edição do Campeonato Africano de Atletismo foi organizado pela Confederação Africana de Atletismo no período de 30 de abril a 4 de maio de 2008 no Addis Ababa Stadium, em Adis Abeba, na Etiópia. Foram disputadas 44 provas, com a presença de 543 atletas de 42 nacionalidades, sendo quebrados três recordes do campeonato. 

## Medalhistas

### Masculino
| Evento                  | Ouro                                                                             | Ouro     | Prata                                                                             | Prata    | Bronze                                                                                | Bronze   |
| ----------------------- | -------------------------------------------------------------------------------- | -------- | --------------------------------------------------------------------------------- | -------- | ------------------------------------------------------------------------------------- | -------- |
| 100 metros              | Olusoji Fasuba · Nigéria                                                         | 10.10    | Uchenna Emedolu · Nigéria                                                         | 10.21    | Hannes Dreyer · África do Sul                                                         | 10.24    |
| 200 metros              | Thuso Mpuang · África do Sul                                                     | 20.53    | Stéphan Buckland · Ilhas Maurícias                                                | 20.62    | Samuel Kenosi · Botswana                                                              | 20.72    |
| 400 metros              | Ali Babiker Nagmeldin · Sudão                                                    | 45.64    | Isaac Makwala · Botswana                                                          | 45.64    | James Godday · Nigéria                                                                | 45.77    |
| 800 metros              | David Rudisha · Quênia                                                           | 1:44.20  | Ismail Ahmed Ismail · Sudão                                                       | 1:45.41  | Asbel Kiprop · Quênia                                                                 | 1:46.02  |
| 1 500 metros            | Haron Keitany · Quênia                                                           | 3:43.47  | Gideon Gathimba · Quênia                                                          | 3:43.56  | Juan van Deventer · África do Sul                                                     | 3:43.63  |
| 5 000 metros            | Kenenisa Bekele · Etiópia                                                        | 13:49.67 | Isaac Songok · Quênia                                                             | 13:49.91 | Ali Abdosh · Etiópia                                                                  | 13:50.64 |
| 10 000 metros           | Gebregziabher Gebremariam · Etiópia                                              | 28:17.11 | Ibrahim Jeilan · Etiópia                                                          | 28:30.66 | Eshetu Wendimu · Etiópia                                                              | 28:56.36 |
| 110 metros barreiras    | Hennie Kotze · África do Sul                                                     | 13.95    | Samuel Okon · Nigéria                                                             | 14.08    | Selim Nurudeen · Nigéria                                                              | 14.27    |
| 400 metros barreiras    | LJ van Zyl · África do Sul                                                       | 48.91    | Abderahmane Hammadi · Argélia                                                     | 49.84    | Ibrahima Maïga · Mali                                                                 | 49.84    |
| 3 000 metros obstáculos | Richard Mateelong · Quênia                                                       | 8:31.61  | Michael Kipyego · Quênia                                                          | 8:32.94  | Willy Komen · Quênia                                                                  | 8:41.98  |
| 4×100 metros estafetas  | África do Sul · Hannes Dreyer · Corne Du Plessis · Sergio Mullins · Thuso Mpuang | 38.75    | Gana · Togoh Victor · Allah Laryea-Akrong · Seth Amoo · Eric Nkansah              | 40.30    | Camarões · Idrissa Adam · François Belinga · Alain Olivier Nyounai · Joseph Batangdon | 40.60    |
| 4×400 metros estafetas  | África do Sul · Pieter Smith · Ockert Cilliers · Sibusiso Sishi · LJ van Zyl     | 3:03.58  | Sudão · Rabah Yousif · Ali Babiker Nagmeldin · Ahmad Ismail · Abubaker Kaki Sudão | 3:04.00  | Senegal · Mamadou Kasse Hann · Seth Mbow · Mamadou Gueye · Nouha Badji                | 3:05.93  |
| 20 km marcha            | Mohamed Ameur · Argélia                                                          | 1:22.55  | Hichem Medjeber · Argélia                                                         | 1:23.29  | Hassanine Sebei · Tunísia                                                             | 1:23.58  |
| Salto em altura         | Kabelo Kgosiemang · Botswana                                                     | 2.34 , = | Mohammed Benhadja · Argélia                                                       | 2.18     | Boubacar Séré · Burquina Fasso                                                        | 2.18     |
| Salto à vara            | Mouhcine Cheaouri · Marrocos                                                     | 4.80     | Larbi Bouraada · Argélia                                                          | 4.50     | Willem Coertzen · África do Sul                                                       | 4.00     |
| Salto em comprimento    | Yahya Berrabah · Marrocos                                                        | 8.04     | Jonathan Chimier · Ilhas Maurícias                                                | 7.99     | Stephan Louw · Namíbia                                                                | 7.98     |
| Salto triplo            | Ndiss Kaba Badji · Senegal                                                       | 17.07    | Hugo Mamba · Camarões                                                             | 16.92    | Tarik Bouguetaïb · Marrocos                                                           | 16.82    |
| Lançamento do peso      | Abdu Moaty Moustafa · Egito                                                      | 18.06    | Yasser Ibrahim Farag · Egito                                                      | 17.39    | Janus Robberts · África do Sul                                                        | 16.44    |
| Lançamento do disco     | Hannes Hopley · África do Sul                                                    | 56.98    | Yasser Ibrahim Farag · Egito                                                      | 56.06    | Nabil Kiram · Marrocos                                                                | 52.99    |
| Lançamento do martelo   | Chris Harmse · África do Sul                                                     | 77.72    | Mostafa Al-Gamel · Egito                                                          | 69.70    | Ahmed Abd El Raouf · Egito                                                            | 68.15    |
| Lançamento do dardo     | Mohamed Ali Kebabou · Tunísia                                                    | 74.20    | Kenechukwu Ezeofor · Nigéria                                                      | 72.53    | Sammy Keskeny · Quênia                                                                | 69.84    |
| Decatlo                 | Larbi Bouraada · Argélia                                                         | 7574     | Willem Coertzen · África do Sul                                                   | 7374     | Boualem Lamri · Argélia                                                               | 6919     |

### Feminino
| Evento                  | Ouro                                                                          | Ouro        | Prata                                                                    | Prata    | Bronze                                                                               | Bronze      |
| ----------------------- | ----------------------------------------------------------------------------- | ----------- | ------------------------------------------------------------------------ | -------- | ------------------------------------------------------------------------------------ | ----------- |
| 100 metros              | Damola Osayomi · Nigéria                                                      | 11.22       | Vida Anim · Gana                                                         | 11.43    | Delphine Atangana · Camarões                                                         | 11.46       |
| 200 metros              | Isabel le Roux · África do Sul                                                | 22.69       | Kadiatou Camara · Mali                                                   | 22.70    | Damola Osayomi · Nigéria                                                             | 22.83       |
| 400 metros              | Amantle Montsho · Botswana                                                    | 49.83 ,     | Sade Abugan · Nigéria                                                    | 50.89    | Racheal Nachula · Zâmbia                                                             | 51.39 , NJR |
| 800 metros              | Pamela Jelimo · Quênia                                                        | 1:58.70 NJR | Maria de Lurdes Mutola · Moçambique                                      | 2:00.47  | Agnes Samaria · Namíbia                                                              | 2:00.62     |
| 1 500 metros            | Gelete Burka · Ethiopia                                                       | 4:08.25     | Meskerem Assefa · Ethiopia                                               | 4:10.40  | Agnes Samaria · Namíbia                                                              | 4:13.91     |
| 5 000 metros            | Meselech Melkamu · Etiópia                                                    | 15:49.81    | Meseret Defar · Etiópia                                                  | 15:50.19 | Grace Momanyi · Quênia                                                               | 15:50.19    |
| 10 000 metros           | Tirunesh Dibaba · Etiópia                                                     | 32:49.08    | Ejegayehu Dibaba · Etiópia                                               | 32:50.36 | Wude Ayalew · Etiópia                                                                | 32:55.17    |
| 100 metros barreiras    | Fatmata Fofanah · Guiné                                                       | 13.10       | Toyin Augustus · Nigéria                                                 | 13.12    | Carole Kaboud Mebam · Camarões                                                       | 13.52       |
| 400 metros barreiras    | Joke Odumosu · Nigéria                                                        | 55.92       | Lamiae Lhabze · Marrocos                                                 | 56.07    | Aïssata Soulama · Burquina Fasso                                                     | 56.13       |
| 3 000 metros obstáculos | Zemzem Ahmed · Etiópia                                                        | 9:44.58     | Mekdes Bekele · Etiópia                                                  | 9:59.52  | Ruth Bosibori · Quênia                                                               | 10:00.18    |
| 4×100 metros estafetas  | Nigéria · Endurance Ojokolo · Gloria Kemasuode · Susan Akene · Damola Osayomi | 43.79       | Gana · Gifty Addy · Elizabeth Amolofo · Esther Dankwah · Vida Anim       | 44.12    | África do Sul · Tsholofelo Thipe · Isabel le Roux · Christine Ras · Geraldine Pillay | 44.28       |
| 4×400 metros estafetas  | Nigéria · Oluoma Nwoke · Sade Abugan · Endurance Abinuwa · Joy Eze            | 3:30.07     | Quênia · Florence Wasike · Charity Wandia · Joyce Zakari · Pamela Jelimo | 3:37.67  | Senegal · Fatou Diabaye · Mame Fatou Faye · Maty Salame · Souma Fatou                | 3:38.42     |
| 20 km marcha            | Grace Wanjiru · Quênia                                                        | 1:39.50     | Ararissa Abissa Asnakch · Etiópia                                        | 1:40.12  | Mary Njoki · Quênia                                                                  | 1:41.15     |
| Salto em altura         | Anika Smit · África do Sul                                                    | 1.88        | Marcoleen Pretorius · África do Sul                                      | 1.84     | Marizca Gertenbach · África do Sul                                                   | 1.84        |
| Salto à vara            | Leila Ben Youssef · Tunísia                                                   | 4.00        | Nisrine Dinar · Marrocos                                                 | 3.80     | Laetitia Berthier · Burquina Fasso                                                   | 3.70        |
| Salto em comprimento    | Janice Josephs · África do Sul                                                | 6.64        | Chinaza Amadi · Nigéria                                                  | 6.31     | Patricia Soman · Costa do Marfim                                                     | 6.13        |
| Salto triplo            | Françoise Mbango · Camarões                                                   | 14.76       | Yamilé Aldama · Sudão                                                    | 14.36    | Chinonye Ohadugha · Nigéria                                                          | 14.14       |
| Lançamento do peso      | Vivian Chukwuemeka · Nigéria                                                  | 17.50       | Kasey Onmuchekwa · Nigéria                                               | 16.29    | Veronica Abrahamse · África do Sul                                                   | 16.00       |
| Lançamento do disco     | Elizna Naude · África do Sul                                                  | 55.34       | Suzanne Kragbé · Costa do Marfim                                         | 49.52    | Simoné du Toit · África do Sul                                                       | 47.10       |
| Lançamento do martelo   | Marwa Hussein · Egito                                                         | 62.26       | Florence Ezeh · Togo                                                     | 61.26    | Funke Adeoye · Nigéria                                                               | 57.02       |
| Lançamento do dardo     | Sunette Viljoen · África do Sul                                               | 55.17       | Lindy Leveau-Agricole · Seicheles                                        | 52.92    | Hana'a Hassan Omar · Egito                                                           | 52.32       |
| Heptatlo                | Patience Okoro · Nigéria                                                      | 4906        | Florence Wasike · Quênia                                                 | 4867     | Nadege Essama Foe · Camarões                                                         | 4470        |

## Quadro de medalhas
| Ordem | País            | Medalha de ouro | Medalha de prata | Medalha de bronze | Total |
| ----- | --------------- | --------------- | ---------------- | ----------------- | ----- |
| 1     | África do Sul   | 12              | 2                | 8                 | 22    |
| 2     | Nigéria         | 7               | 7                | 5                 | 19    |
| 3     | Etiópia         | 6               | 6                | 3                 | 15    |
| 4     | Quênia          | 5               | 5                | 6                 | 16    |
| 5     | Argélia         | 2               | 4                | 1                 | 7     |
| 6     | Egito           | 2               | 3                | 2                 | 7     |
| 7     | Marrocos        | 2               | 2                | 2                 | 6     |
| 8     | Botswana        | 2               | 1                | 1                 | 4     |
| 9     | Tunísia         | 2               | 0                | 1                 | 3     |
| 10    | Sudão           | 1               | 3                | 0                 | 4     |
| 11    | Camarões        | 1               | 1                | 4                 | 6     |
| 12    | Senegal         | 1               | 0                | 2                 | 3     |
| 13    | Guiné           | 1               | 0                | 0                 | 1     |
| 14    | Gana            | 0               | 3                | 0                 | 3     |
| 15    | Ilhas Maurícias | 0               | 2                | 0                 | 2     |
| 16    | Costa do Marfim | 0               | 1                | 1                 | 2     |
| 16    | Mali            | 0               | 1                | 1                 | 2     |
| 18    | Moçambique      | 0               | 1                | 0                 | 1     |
| 18    | Seicheles       | 0               | 1                | 0                 | 1     |
| 18    | Togo            | 0               | 1                | 0                 | 1     |
| 21    | Namíbia         | 0               | 0                | 3                 | 3     |
| 22    | Burquina Fasso  | 0               | 0                | 2                 | 2     |
| 23    | Burundi         | 0               | 0                | 1                 | 1     |
| 23    | Zâmbia          | 0               | 0                | 1                 | 1     |
| Total | Total           | 44              | 44               | 44                | 132   |

## Participantes
Um total de 543 atletas de 42 nacionalidades participaram do evento.
- Argélia (11)
- Benim (3)
- Botswana (14)
- Burquina Fasso (10)
- Burundi (7)
- Camarões (22)
- Cabo Verde (1)
- República Centro-Africana (1)
- Chade (10)
- Comores (1)
- Costa do Marfim (10)
- República Democrática do Congo (9)
- Djibuti (6)
- Egito (18)
- Etiópia (86)
- Gabão (1)
- Gâmbia (5)
- Gana (22)
- Guiné (9)
- Quênia (39)
- Lesoto (3)
- Libéria (4)
- Madagáscar (1)
- Malawi (2)
- Mali (10)
- Ilhas Maurícias (9)
- Marrocos (29)
- Moçambique (5)
- Namíbia (7)
- Nigéria (45)
- República do Congo (7)
- Ruanda (13)
- Senegal (12)
- Seicheles (2)
- Somália (8)
- África do Sul (55)
- Sudão (15)
- Tanzânia (4)
- Togo (5)
- Tunísia (12)
- Uganda (7)
- Zâmbia (3)

Legenda
| Recorde mundial       | Recorde mundial (World record)               |                       | Recorde africano                      | Recorde africano (African) |                                           | Q | Classificado por posição (Qualified) |
| Recorde do campeonato | Recorde do campeonato (Championship record)  | Recorde da América    | Recorde da América (Americas)         | q                          | Classificado por melhor tempo (Qualified) |   |                                      |
| Melhor marca do ano   | Melhor marca do ano (World leading)          | Recorde asiático      | Recorde asiático (Asian)              | DNS                        | Não largou (Did not start)                |   |                                      |
| Recorde nacional      | Recorde nacional (National record)           | Recorde europeu       | Recorde europeu (European)            | DNF                        | Não terminou (Did not finish)             |   |                                      |
| Recorde pessoal       | Recorde pessoal do atleta (Personal best)    | Recorde da Oceania    | Recorde da Oceania (Oceania)          | DSQ / DQ                   | Desclassificado (Disqualified)            |   |                                      |
| Recorde da temporada  | Recorde da temporada do atleta (Season best) | Recorde sul-americano | Recorde sul-americano (South America) | NM                         | Sem marca (No mark)                       |   |                                      |